# Lennart Wretlind
Nils Lennart Wretlind, född 4 november 1945, är en svensk radioproducent. 
Wretlind, som i unga år bland annat var programledare för Tio i topp, är kanske mest känd för det radioprogrammet Eldorado som han gjorde tillsammans med Kjell Alinge. Wretlind gjorde ett antal exklusiva tv/radio-intervjuer med Janis Joplin, Patti Smith, Jim Morrison & The Doors, Frank Zappa, Ry Cooder samt Ulf Lundells första radiointervju 1975 liksom med Jimi Hendrix 1969 i Stockholm.   
Det sista program som han producerade för Sveriges Radio P2 blev programmet Klingan, som presenterade världsmusik. Programmet utsågs av Dagens Nyheters radiokrönikörer till "Årets bästa radioupplevelse 2007" (DN 20/12 2007).
Lennart Wretlind och Tatiana Rucinska tilldelades 2012 Stora Radiopriset för Årets Musik för programmet Klingan.
Wretlind och Rucinska har också varit producenter för webbkanalen P2 Världen.